# Maria Moioli Viganò
Maria Moioli Viganò, detta Mariolina (Cividate al Piano, 26 novembre 1947), è una politica italiana.

## Biografia
Laureata in lettere presso l’Università Cattolica del Sacro Cuore di Milano, inizia la carriera politica negli anni Settanta come assessore al bilancio del suo paese. Dal 1985 al 1990, per la Democrazia Cristiana, ricopre l’incarico di assessore provinciale ai servizi socio-sanitari e alle problematiche femminili della Provincia di Bergamo.
Dal 1992 al 1996, per due legislature, viene eletta deputata alla Camera nella circoscrizione Lombardia 2, prima con la DC e poi con il Patto per l'Italia. Dopo aver lasciato il PPI, aderisce al CCD, di cui dal settembre 1994 è anche Vicepresidente del gruppo alla Camera dei Deputati. Ricandidata alle elezioni politiche del 1996 con il Polo per le Libertà, viene sconfitta nel collegio di Treviglio.
In seguito diventa segreteria particolare del Sottosegretario di Stato Teresio Delfino seguendo le problematiche legate all'attuazione dell'intesa con lo Stato del Vaticano per l'insegnamento della religione cattolica. Nel 2001-2002 è consigliere del Ministro dell’Istruzione e della Ricerca Letizia Moratti, quindi rappresentante del Governo alla Conferenza internazionale consultiva sull'educazione scolastica, riguardante  la libertà di religione, svoltasi a Madrid nel 2001. Inoltre, è componente del Consiglio d’amministrazione  dell'Università Cattolica del Sacro Cuore di Milano dal 2003 al 2010.
Viene quindi nominata dal sindaco di Milano,  Letizia Moratti,  assessore alla Famiglia, scuola e politiche sociali del Comune milanese